# Crazy Taxi (jeu vidéo)
Crazy Taxi est un jeu vidéo développé par Hitmaker et édité par Sega, sorti en arcade sur Naomi en 1999 et sur Dreamcast le 24 janvier 2000, puis par la suite édité sur PC, PlayStation 2 et GameCube. Le jeu a reçu le label Sega All Stars sur Dreamcast.

## Système de jeu
Dans Crazy Taxi, le joueur incarne un chauffeur de taxi (parmi quatre disponibles, chacun ayant un taxi propre et des caractéristiques différentes en accélération, vitesse, collisions…). Il doit, dans un temps limité, amener des clients à leur destination en choisissant les itinéraires les plus courts. L'enjeu consiste à accumuler le maximum de gains possible. En effet, en plus des frais de la course, le client donne un pourboire à chaque fois que le taxi exécute des figures spectaculaires, comme un saut, un dérapage ou une queue de poisson. Le système de pourboire récompense les enchaînements réussis sans collision : tant que le joueur ne percute aucun véhicule ni aucun décor, le montant des pourboires augmente à chaque figure effectuée. Au moindre choc, on revient à la valeur minimale.
Dans la version console, deux modes de jeu sont disponibles (« Arcade » et « Original »), qui correspondent à deux villes différentes (ressemblant toutes deux à San Francisco). Il existe aussi un mode « Crazy Box », dans lequel le joueur doit relever un défi ou accomplir différentes tâches en temps limité (exploser des ballons, effectuer une série de dérapages…). Ce mode de jeu se révèle être en fait un tutoriel déguisé, permettant au joueur d'apprendre les techniques de base pour le jeu normal. Une option secrète permet de conduire un vélo-taxi. La bande originale se compose de chansons de The Offspring et Bad Religion.

## Accueil
- Gamekult : 6/10[2]

## Postérité

### Portages
Crazy Taxi a été porté en 2002 par Acclaim sur les consoles PlayStation 2 et GameCube. Si la version PS2 est apparue comme un portage inférieur à l'original, la version GameCube était fidèle et supprimait même quelques ralentissements (mais perdait l'affichage VGA de la Dreamcast).[réf. nécessaire] Une version sur Game Boy Advance, Crazy Taxi: Catch a Ride, est également sortie, ambitieuse puisque réalisée en 3D malgré la puissance limitée de la console mais difficilement jouable selon les critiques,. Sega a également porté le jeu sur la PlayStation 3 et la Xbox 360 avec quelques nouveautés comme l'apparition des trophées/succès mais sans la bande son originale. Crazy Taxi: Fare Wars sur PlayStation Portable reprend également ce premier opus et le second.

### Suites
Crazy Taxi 2 est sorti en 2001 sur Dreamcast. Une autre suite est sortie sur Xbox sous le titre Crazy Taxi 3: High Roller.